# Reinhold Yabo
Reinhold Yabo (Aldenhoven, 10 febbraio 1992) è un ex calciatore tedesco, di ruolo centrocampista.

## Carriera
Ha giocato 5 partite in Bundesliga con il Colonia.

## Palmarès

### Club

#### Competizioni nazionali
- Campionato austriaco: 2

Salisburgo: 2015-2016, 2017-2018
- Campionato tedesco di seconda divisione: 1

Arminia Bielefeld: 2019-2020
- Coppa d'Austria: 1

Salisburgo: 2015-2016